# Ljublynez
Ljublynez (ukrainisch Люблинець; russisch Люблинец/Ljublinez, polnisch Lubliniec) ist eine Siedlung städtischen Typs in der Ukraine mit etwa 4400 Einwohnern. Sie liegt in der Oblast Wolyn im Rajon Kowel, das Rajonszentrum Kowel ist etwa 6 Kilometer nordöstlich gelegen, die Oblasthauptstadt Luzk etwa 69 Kilometer südöstlich.

## Geschichte
Der Ort wurde im 17. Jahrhundert zum ersten Mal schriftlich erwähnt und lag als Lubliniec bis 1795 als Teil der Adelsrepublik Polen-Litauen in der Woiwodschaft Ruthenien/Chełmer Land. Danach kam es zum neugegründeten Gouvernement Wolhynien als Teil des Russischen Reiches.
Nach dem Ende des Ersten Weltkriegs wurde der Ort ein Teil der Zweiten Polnischen Republik (Woiwodschaft Wolhynien, Powiat Kowel, Gmina Stare Koszary). Infolge des Hitler-Stalin-Pakts besetzte die Sowjetunion das Gebiet. Nach dem deutschen Überfall auf die Sowjetunion im Juni 1941 war der Ort bis 1944 unter deutscher Herrschaft, kam dann nach dem Zweiten Weltkrieg wieder zur Sowjetunion und wurde in die Ukrainische SSR eingegliedert. Seit dem 23. Dezember 1986 hat der Ort den Status einer Siedlung städtischen Typs, 1991 kam die Siedlung zur neu entstandenen Ukraine.
Bedeutend für den Ort ist das im Osten liegende Baustoffwerk, hier arbeitet der Großteil der Einwohner des Ortes.

## Verwaltungsgliederung
Am 17. April 2016 wurde die Siedlung zum Zentrum der neugegründeten Siedlungsgemeinde Ljublynez (Люблинецька селищна громада Ljublynezka selyschtschna hromada). Zu dieser zählen auch noch die 8 in der untenstehenden Tabelle aufgelistetenen Dörfer, bis dahin bildete die Siedlung zusammen mit den Dörfern Dowhonossy und Kalyniwka die gleichnamige Siedlungsratsgemeinde Ljublynez (Люблинецька селищна громада/Ljublynezka selyschtschna hromada) im Westen des Rajons Kowel.
Folgende Orte sind neben dem Hauptort Ljublynez Teil der Gemeinde:
| Name                     | Name         | Name                             | Name          | Name |
| ukrainisch transkribiert | ukrainisch   | russisch                         | polnisch      |      |
| ------------------------ | ------------ | -------------------------------- | ------------- | ---- |
| Dowhonossy               | Довгоноси    | Долгоносы (Dolgonossy)           | Dołhonosy     |      |
| Kalyniwka                | Калинівка    | Калиновка (Kalinowka)            | Kalinówka     |      |
| Krasnodubja              | Краснодуб'я  | Краснодубье (Krasnodubje)        | Krasnoduby    |      |
| Kruhel                   | Кругель      | Кругель (Krugel)                 | Kruhel        |      |
| Moschtschena             | Мощена       | Мощёная (Moschtschjonaja)        | Moszczona     |      |
| Nowi Koschary            | Нові Кошари  | Новые Кошары (Nowyje Koschary)   | Nowe Koszary  |      |
| Stari Koschary           | Старі Кошари | Старые Кошары (Staryje Koschary) | Stare Koszary |      |
| Tscherkassy              | Черкаси      | Черкасы                          | Czerkasy      |      |